# جائحة فيروس كورونا في جزر فارو
توثق هذه المقالة جائحة فيروس كورونا 2019 (كوفيد-19) في إقليم جزر فارو ذاتي الحكم التابع لمملكة الدنمارك. وقد لا تتضمن جميع الاستجابات والإجراءات الرئيسية حتى الآن.

## خلفية
في 12 يناير 2020، أكدت منظمة الصحة العالمية عن ظهور فيروس كورونا المستجد كسبب للمرض التنفسي الذي أصاب مجموعة من الأشخاص في مدينة ووهان، مقاطعة خوبي، الصين، إذ أُبلغ عنهم إلى منظمة الصحة العالمية في 31 ديسمبر 2019. كانت نسبة الوفيات بين الحالات المُشخصة بكوفيد-19 أقل بكثير من جائحة فيروس سارس في عام 2003، لكن انتقال العدوى كان أكبر، والوفيات أيضًا.

## الخط الزمني

### الأربعاء 4 مارس
في 4 مارس 2020، سجلت جزر فارو أول حالة إصابة مؤكدة، وهي لرجل كان قد عاد من مؤتمر في يوم 24 فبراير من العاصمة الفرنسية باريس، كان المريض يعاني من أعراض خفيفة، وتم على أثرها وضعه في الحجر الصحي المنزلي.

### الجمعة 6 مارس
في 6 مارس 2020، تم تسجيل حالة إصابة ثانية بفيروس كورونا المستجد. كانت هذه الحالة لامرأة عائدة من شمال إيطاليا. وصلت المريضة يوم 3 مارس، ووضعت في الحجر في فندق فاغار.

### الخميس 12 مارس
شهدت الحياة العامة في الجزر تباطئًا ملحوظًا. هذا وعقدت الحكومة الفاروية في صباح يوم الخميس في تمام الساعة التاسعة صباحًا مؤتمرًا صحفيًا عقب إعلان الدنمارك عن الإغلاق التام يوم 11 مارس 2020. أعلنت السلطات في المؤتمر عن اتخاذ إجراءات وتدابير سيتم تطبيقها منعًا من انتشار فيروس كوفيد-19 في جزر فارو. وكانت هذه التوصيات على النحو التالي:
- الحث بشدة على الامتناع من السفر ما لم يكن الأمر ضروريًا للغاية.
- حث جميع البلديات على اعتماد التدابير المناسبة فيما يخص سفن الرحلات السياحية المتجهة في طريقها إلى جزر فارو.
- يجب على جميع الأجانب الوافدين إلى جزر فارو اتخاذ أقصى الاحتياطات اللازمة والمكوث في المنزل.
- تطبيق قيود على زيارة المستشفيات ودور العجزة. وستصدر الجهات المعنية المحلية إرشادات إضافية في هذا الشأن.
- إغلاق المدارس الابتدائية والثانوية والثالثية. ويجدر على الطلاب والتلاميذ حيثما أمكن الاستعانة بالتعليم عن بعد.
- كما سيتم إغلاق مراكز رياض الأطفال ودور الحضانة والرعاية. ولن يتم تقديم رعاية الأطفال إلّا للأهل الغير قادرين على الاعتناء بأطفالهم في المنزل خلال ساعات عملهم.
- التزام جميع موظفي القطاع العام ممن لا يعملون في قطاعات الخدمات الأساسية بالعمل من المنزل. سيتلقى الموظفون تعليمات إضافية من مدرائهم.
- هذا وقد تم بالفعل اتخاذ التدابير اللازمة في القطاع الخاص للوقاية من العدوى.
- الحث على إغلاق الحانات والمنشآت والمطاعم في تمام الساعة 22:00 على مدى اللأسبوعين المقبلين.

أعلنت شركة سميريل لاين الفاروية للنقل البحري بعد فترة وجيزة من هذا الإعلان عن إيقافها لنقل الركاب على متن سفنها. وقالت الشركة بأنها ستسمح بمن تبقى من الركاب بالعودة إلى منازلهم، ولكن مع اتخاذ تدابير عدة لمنع المصابين من الصعود على متن سفن الشركة، وتشمل هذه التدابير فحص الركاب والتحقق من درجة حرارتهم قبل السماح لهم بالصعود.

### الجمعة 13 مارس
في 13 مارس 2020، تم الإعلان عن تسجيل حالة إصابة ثالثة. هذا وقد كان قد تم إجراء 23 اختبار في اليوم السابق ليثبت منها حالة إصابة واحدة لامرأة كانت قد قدمت من الدنمارك يوم 9 مارس. كانت هذه المرأة قد ذهبت للعمل في دار حضانة للأطفال في كلاكسويك يوم 10 مارس، مما يعني أنه كان يجب وضع جميع زملائها في العمل فضلًا عن الأطفال وذويهم وأجدادهم، بالإضافة إلى أصدقائها ضمن الحجر الصحي. وبالفعل فقد تم وضع نحو 100 شخص في الحجر الصحي.

### السبت 14 مارس
في 14 مارس 2020، تم تسجيل ستة حالات إصابة جديدة ما رفع حصيلة الإصابات إلى تسعة حالات. وكان هذه على أثر إجراء اختبار لـ100 شخص في اليوم السابق.

### الأحد 15 مارس
في هذا التاريخ تم التأكد من إصابة 7 من 11 مصابًا في دول أخرى، في حين أصيب اثنان بأشخاص ثبتت إصابتهم بالفعل وكانوا في الحجر الصحي.
في 15 مارس 2020، تم تسجيل حالتي إصابة جديدتين، مما رفع عدد الحالات الإجمالي إلى 11 حالة. وفي هذا التاريخ تم تأكيد أن 7 من الـ11 مصابًا كانوا قد أصيبوا بالعدوى في دول أخرى وليس في جزر فارو، في حين أن حالتي إصابة من هذه الحالات انتقلت إليهما العدوى من أشخاص ثبتت إصابتهم بالفعل وكانوا موضوعين في الحجر الصحي. الشخصان اللذان أصيبا بالعدوى في جزر فارو كانا يعملان في رياض الأطفال في كلاكسويك وهو ذات المكان التي عملت فيه الامرأة المصابة. بحلول 15 مارس، خضع 327 شخصًا للفحوص وتم وضع 122 شخصًا ضمن الحجر الصحي.
أعلنت الحكومة الفاروية وقبل بدأ أسبوع العمل يوم الاثنين عن أربعة طرق ستقدم من خلالها المساعدة للأعمال التجارية حتى تجاوز الأزمة الحاصلة:
يمكن للشركات دفع ضريبة القيمة المضافة الخاصة بها متأخرة 3 أشهر.
يستطيع صندوق النمو الدنماركي مساعدة الشركات الصغيرة والمتوسطة في تمويل العمليات.
1. ستسدد الحكومة للشركات رواتب الأشخاص الذين طلبت منهم الحكومة البقاء في الحجر الصحي. ولا يشمل هذا الأشخاص الذين بإمكانهم مزاولة عملهم من المنزل.
2. سيقوم مكتب التوظيف الفاروي بتعويض قيمة الدخل الضائع بنسبة مئوية محددة من الحد الأقصى للمبلغ المدفوع في حال احتاجت الشركات تخفيض عدد ساعات عمل موظفيها.
3. أمكن للشركات التأخر في سداد ضريبة القيمة المضافة الخاصة بها حتى ثلاثة أشهر.
4. يمكن لصندوق النمو الدنماركي مساعدة الشركات الصغيرة والمتوسطة في تمويل العمليات.

### الاثنين 16 مارس
في 16 مارس 2020، تم تسجيل 7 حالات إصابة جديدة بالفيروس لترتفع حصيلة الإصابات الكلية في الإقليم إلى 18 إصابة. اكتشفت هذه الحالات السبعة الجديدة بعد إجراء 190 اختبارًا في اليوم السابق. أعن أكبر مصرفان في جزر فارو وهما بنك بتري وبنك نوردك عن اعتزامهما منح عملائهما ضمن القطاع الخاص والتجاري فترة راحة لمدة 6 أشهر.

### الثلاثاء 17 مارس
في 17 مارس 2020، تم تسجيل 29 حالة إصابة جديدة، مما رفع حصيلة عدد الحالات الإجمالية إلى 47 حالة. هذا وقد تم إجراء 190 اختبارًا في اليوم السابق، ليصل بذلك إجمالي عدد اختبارات كوفيد-19 التي تم إجراءها إلى 703 اختبارًا.
أوصت لجنة الأوبئة الفاروية الناس بعدم التجمع ضمن مجموعات تزيد أكثر عن عشرة أشخاص في الآن ذاته، سواء في الداخل أو في الهواء الطلق.
أعلن كبير الأطباء في جزر فارو أن معظم المصابين في هذه المرحلة أصيبوا بالفيروس وهم على جزر فارو وليس خارجها. يعيش معظم المصابين في توشهافن أو كلاكسويك. باشر مستشفى كلاكسويك بإجراء الاختبارات الطبية الخاصة بكوفيد-19، وهو ما سهل على سكان جزيرة إيستروي والجزر الشمالية إجراء الاختبار.
تم الإعلان عن إصابة ثلاثة موظفين في المستشفى الوطني لجزر فارو بالفيروس، وهو ما رفع العدد الإجمالي للموظفين المصابين في هذا المستشفى إلى أربعة أشخاص.
أعلنت الخطوط الجوية الإسكندنافية عن إيقاف جميع الرحلات إلى جزر فارو بدءًا من يوم 17 مارس. وكان اليوم ذاته هو آخر يوم تنقل فيه الخطوط الجوية الأطلسية ركابًا إلى جزر فارو على متن طائراتها. وحاليًا لا يقومون سوى برحلات جوية أساسية للعاملين والمرضى بين مطار فاغار ومطار كوبنهاغن.

### الأربعاء 18 مارس
في 18 مارس 2020، تم تسجيل 11 حالة إصابة جديدة بفيروس كورونا المستجد لترتفع محصلة الإصابات الكلية على الأرخبيل إلى 58 حالة. خضع 933 شخص لاختبار الكشف عن كوفيد-19، ووُضِع 247 شخص في الحجر الصحي.
وفي ذات اليوم، أعلن عن شفاء أول شخص يصاب بالفيروس. كان هذا الشخص بالإضافة إلى عائلته في الحجر الصحي في المنزل، ولكن أزيل عنهم الحجر بعدما ثبت من الاختبار عدم حملهم للفيروس. هذا وقد ظهرت أولى أعراض المرض على هذا الشخص في يوم 29 فبراير. كما تم إعفاء الأشخاص الذين كان على اتصال به من الحجر الصحي، بعدما كانوا خاضعين للحجر الصحي في منازلهم أو في فندق فاغار.